# Beneath the Darkness
Beneath the Darkness (En la oscuridad en Hispanoamérica) es una película de terror-suspenso dirigida por Martin Guigui y protagonizada por Tony Oller, Dennis Quaid, Devon Werkheiser y Aimee Teegarden.

## Sinopsis
Ely Vaughn (Dennis Quaid) es un pilar de la comunidad en el pequeño Smithville, Texas. EL dueño de la funeraria de la ciudad, Ely, ha sido venerado desde sus días como mariscal de campo estrella de la escuela secundaria. Pero desde la trágica muerte de su esposa dos años antes, Ely se ha alejado de sus vecinos, mientras que los adolescentes de la localidad difunden historias de acontecimientos sobrenaturales en la mansión de Ely, que es también la funeraria. Cuando los amigos de secundaria Travis (Tony Oller), Abby (Aimee Teegarden), Brian (Stephen Lunsford) y Danny (Devon Werkheiser) deciden comprobar los rumores, se sorprenden al ver al supuestamente afligido viudo bailando con una mujer misteriosa detrás de las cortinas de la ventana de su dormitorio. La curiosidad los invade y los cuatro adolescentes esperan a que Ely salga de la casa antes de empezar a investigar. Pero en lugar de encontrar pistas sobre la identidad de la mujer, tropiezan con un grotesco secreto que lleva mucho tiempo oculto. El vecino y sádico dueño de la funeraria ahora no se detendrá ante nada con tal de enterrar, literalmente, su pasado.

## Reparto
| Actor             | Personaje          |
| ----------------- | ------------------ |
| Dennis Quaid      | Ely                |
| Tony Oller        | Travis             |
| Aimee Teegarden   | Abby               |
| Stephen Lunsford  | Brian              |
| Devon Werkheiser  | Danny              |
| Brett Cullen      | Sargento Nickerson |
| Amber Bartlett    | Rosemary           |
| Dahlia Waingort   | Sylvia Moore       |
| David Christopher | Sovic              |
| Conrad Gonzales   | Agente Álvarez     |
| Wilbur Penn       | Agente Wainright   |
| Sydney Barrosse   | Carolyn            |
| Gabriel Folse     | Russell            |
| Melody Chase      | Elaine             |
| Cameron Banfield  | Collin             |
| Timothy Fall      | Jack               |
| Davi Jay          | Rubén              |
| Richard Dillard   | Médico             |
| Connor James      | Travis (de niño)   |
| Steve Larkin      | Rabbi              |
| Cheryl Chin       | Enfermera          |
| Troy Streuer      | Practicante        |

## Recepción
Beneath the darkness recibió críticas generalmente negativas y actualmente mantiene una calificación del 5% en Rotten Tomatoes.
En Metacritic, la película recibió una calificación de 22/100, que indica «críticas generalmente desfavorables».